# Dance With Us
Dance With Us è un programma radiofonico musicale in onda su Radiom2o.
Il programma propone ogni sera, con orari variabili in base ai giorni della settimana e rotazioni periodiche durante la stagione radiofonica, i dj set dei migliori dj italiani e internazionali tra cui: Tiesto, Martin Garrix, David Guetta, Moblack, James Hype, Glitterbox, Defected, Lost Frequecies, Merk & Kremont.

## Struttura stagione 2024/2025
Il programma ogni notte è così strutturato:
- Martin Garrix e Tiesto ogni lunedì notte dalle 01:00 alle 03:00
- Alok e Dj Mag session ogni martedì notte dalle 01:00 alle 03:00
- James Hype e Lost Frequencies ogni mercoledì notte dalle 01:00 alle 03:00
- Claptone e Toy Tonics / Afro House Heroes ogni giovedì notte dalle 01:00 alle 03:00
- Vintage Culture / Meduza / Purple Disco Machine / Zamna Sound Sysyem, Jamie Jones e Circoloco radio ogni venerdì notte dalle 01:00 alle 04:00
- David Guetta, Bob Sinclar, Benny Benassi e Moblack ogni sabato notte dalle 00:00 alle 04:00
- Glitterbox e Defected ogni domenica dalle 00:00 alle 02:00